# Daniel Arasse
Pour les articles homonymes, voir Arasse.
Daniel Arasse, né le 5 novembre 1944 à Alger (Algérie française) et mort le 14 décembre 2003 à Paris, est un historien de l’art français, spécialiste de la Renaissance et de l'art italien.

## Biographie
Daniel Arasse, né le 5 novembre 1944 à Alger (Algérie), est le fils de Raymond et d'Henriette Arasse.
Reçu premier à l’École normale supérieure en 1965, puis deuxième à l’agrégation de lettres classiques, Daniel Arasse commence ensuite une thèse à la Sorbonne avec André Chastel sur l’art italien de la Renaissance, autour du personnage de Bernardin de Sienne. À la suite d’un incident survenu à Florence en juillet 1976 et raconté dans Histoires de peintures (« La Thèse volée »), il change de directeur et de sujet pour travailler sous la direction de Louis Marin, à l’École des hautes études en sciences sociales (EHESS).
De 1969 à 1993, Daniel Arasse enseigne l'histoire de l'art moderne, du XVe au  XIXe siècle, à l'université Paris-IV (deux ans) puis à l'université Paris-I.
De 1971 à 1973, il est membre de l’École française de Rome, qu'il quitte en raison de différends avec le directeur Georges Vallet.
De 1982 à 1989, il dirige l’Institut français de Florence, où il crée le festival France Cinéma.
À partir de 1993, il est directeur d'étude à l’EHESS, où il est élu sur dossier alors qu'il n'a jamais soutenu sa thèse.

### Le vulgarisateur
Indépendamment de son parcours professionnel, Daniel Arasse fut apprécié du grand public pour ses qualités de vulgarisateur et pour son amour du partage de ses analyses d’œuvres, dans lesquelles il se défend de « sur-interpréter » le contenu : il met en valeur ce qui est visible par tous, nous incite à regarder par nous-mêmes et à ne pas soumettre excessivement le figuratif à l'ordre du discours savant (voir son analyse exemplaire sur le « cassone », coffre de mariage ouvert et le nu, présents conjointement dans la Vénus d'Urbin de Titien).
En 2003, il est le commissaire de l’exposition Botticelli au musée du Luxembourg.
En mai 2003, il participe à un documentaire autour d’une peinture : La Madone de Laroque. Au cours de ce tournage, il donne son avis sur le tableau inconnu et l'attribue à l’atelier de Léonard de Vinci, à Milan, entre 1490 et 1495.

### Mort
Daniel Arasse meurt le 14 décembre 2003 dans le 13e arrondissement de Paris, à l'âge de 59 ans, des suites de la maladie de Charcot (sclérose latérale amyotrophique), qui l'emporte en deux ans. Il est inhumé le 22 décembre au cimetière du Montparnasse (division 9).

## Principales publications
- 1978 :
  - L'Univers de Léonard de Vinci, coll. « Les Carnets de dessin », Henri Screpel
  - L'Homme en perspective. Les primitifs d'Italie, Famot - réédité en 2008 (petit format) et 2011 (grand format) chez Hazan-Hachette
- 1980 : L'Homme en jeu. Génies de la Renaissance italienne, Famot
- 1987 : La Guillotine et l'Imaginaire de la terreur, Flammarion
- 1992 : Le Détail. Pour une histoire rapprochée de la peinture, Flammarion (rééd. 1998, 2014, 384 p.)  (ISBN 9782081342859), Prix Charles Blanc de l’Académie française en 1993
- 1993 : L'Ambition de Vermeer, Adam Biro
- 1997 :
  - Le Sujet dans le tableau. Essais d'iconographie analytique, Flammarion (rééd. 2006)
  - Léonard de Vinci. Le rythme du monde, Hazan, prix André-Malraux  (ISBN 2-85025-542-4)
  - La Renaissance maniériste, Gallimard, « Univers des formes », en collab. avec Andreas Tönnesman
  - L'Art italien du IVe siècle à la Renaissance, Citadelle-Mazenod, en collab. avec Philippe Morel et Marco D'Onofrio
- 1999 : L'Annonciation italienne. Une histoire de perspective, Hazan, 1999, 2010  (ISBN 9782754104531)
- 2000 : On n'y voit rien. Descriptions, Denoël (rééd. Folio-poche 2002)  (ISBN 2070427641)
- 2001 :
  - Anselm Kiefer, Éditions du Regard (rééd. 2010)  (ISBN 978 2 84105 254 7)
  - Raphaël grâce et beauté, Skira (chapitre L'Atelier de la grâce)  (ISBN 88-8491-150-8)
  - L'Apparition à Marie-Madeleine, participation à un des 3 textes de l'ouvrage, avec Marianne Alphant essayiste et Guy Lafon théologien, Desclée de Brouwer  (ISBN 2-220-04988-4)
- 2003 : Les Visions de Raphaël, Liana Levi

Posthumes
- 2011 : Léonard de Vinci, Hazan  (ISBN 9782754105811)
- 2010 : Le Portrait du Diable, Les éditions Arkhê  (ISBN 9782918682011)
- 2009 : Décors italiens de la Renaissance, en collab. avec Philippe Morel, Hazan
- 2004 : Histoires de peintures, Denoël (rééd. Folio-poche 2006)  (ISBN 2070320812) ; transcription de la série d'émissions diffusées sur France Culture pendant l'été 2003 (livre et CD-Rom sous mp3) rediffusée dans l’émission Un autre jour est possible du 15/10 au 15/11/2012.

Sommaire des émissions
1. Le Tableau préféré
2. La Joconde
3. La Peinture comme pensée non verbale
4. L'Invention de la perspective
5. Perspective et Annonciation
6. La Vierge échappe à toute mesure
7. Un archange auto-stoppeur
8. Secrets de peintres
9. La Règle du jeu
10. Perspectives de Léonard de Vinci
11. La Thèse volée
12. De la mémoire à la rhétorique
13. Un historien dans la chambre des époux
14. Pour une brève histoire du maniérisme
15. Vermeer fin et flou
16. Heurs et Malheurs de l'anachronisme
17. Éloge paradoxal de Michel Foucault à travers « Les Ménines »
18. De Manet à Titien
19. On y voit de moins en moins
20. La Peinture au détail
21. Pour une histoire rapprochée de la peinture
22. Alberti disparu, le temps retrouvé
23. Quelques déclics personnels
24. Le rien est l'objet du désir
25. Peut-on se faire historien de son temps ?

- 2014 : Saint Bernardin de Sienne - Entre dévotion et culture : fonctions de l'image religieuse au XVe siècle, Hazan  (ISBN 978-2-7541-0255-1)

### Publications traduites en italien
- Tiziano. Venere d'Urbino, Arsenale 1986
- La ghigliottina e l'immaginario del terrore, Xenia 1988
- L'uomo dell'Illuminismo, a cura di Michel Vovelle, Laterza 1992
- Non si vede niente. Descrizioni, Artemide 2005
- L'ambizione di Vermeer, Einaudi 2006
- Il dettaglio. La pittura vista da vicino, Il Saggiatore 2007
- L'annunciazione italiana. Una storia della prospettiva, Usher arte 2009
- Il soggetto nel quadro. Saggi d'iconografia analitica, ETS 2009
- Botticelli e Filippino, Skira 2011
- Il ritratto del diavolo, Nottetempo 2012
- Storie di pitture, Einaudi 2014